# Anochecer (Francisco Sionil José)
Anochecer (en inglés: Po-on A Novel lit. Anochecer Una Novela) es una novela escrita por el escritor filipino Francisco Sionil José. Para la traducción de esta novela al tagalo, se adoptó el título Po-on Isang Nobela, una traducción directa de Po-on A Novel. La traducción al español fue realizada por Carlos Milla Soler.

## Argumento
Los eventos en Anochecer transcurren entre 1880 y 1889, cuando la familia de etnia ilocano abandona su querido barrio para superar los desafíos a su supervivencia en el sur de Pangasinan en Filipinas, y también para huir de la crueldad que recibían de los españoles. Uno de los principales personajes de la novela es Istak, un filipino de la estirpe ilocano que dominaba el español y el latín, un talento que heredó de las enseñanzas de un antiguo párroco de Cabugao. Era un acólito que aspiraba a ser sacerdote. Él también estaba bien informado en las artes de la medicina tradicional. El único obstáculo para su objetivo de convertirse en un sacerdote comprometido fue su origen racial. Vivió en un período en la historia de Filipinas cuando estaba a punto de estallar un posible levantamiento filipino contra el gobierno español, un tiempo después de la ejecución de tres mestizos, a saber, Mariano Gómez, José Apolonio Burgos y Jacinto Zamora (o el Gomburza, un acrónimo para los tres) en Bagumbayan (ahora conocido como Parque Rizal) en febrero de 1872. Hubo indicios de que ocurriría una revolución, a pesar de la falta de unidad entre los habitantes de las islas Filipinas en ese momento. Otra ocurrencia que se aproximaba fue la ayuda que los filipinos recibirían de los estadounidenses para finalmente eliminar a los gobernantes españoles del archipiélago después de trescientos años. La novela recrea las luchas sociales en las que se encontraban los personajes de Anochecer, que incluye la búsqueda personal del protagonista Istak del significado de la vida y el verdadero rostro de sus creencias en los principios. A lo largo de este viaje personal, fue acompañado por una dignidad que le pertenece a él. Istak fue asignado a la tarea de entregar un mensaje al General Emilio Aguinaldo, el líder de los revolucionarios filipinos, pero murió a manos de soldados estadounidenses, en su camino a la entrega el mensaje.

## Descripción

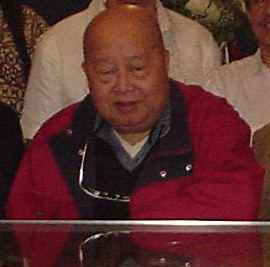
Francisco Sionil José

Anochecer es el comienzo de la llamada Saga Rosales de F. Sionil José - una serie de novelas sobre Rosales, Pangasinan en las Filipinas. La Saga de Rosales tiene cinco partes, todas ellas novelas individuales pero interrelacionadas, compuestas por los siguientes títulos en términos de cronología histórica: Anochecer, Árbol, Mi Hermano, Mi Verdugo, Los Pretendientes y la Misa. Entre las novelas de José en cinco partes, la Saga de Rosales, "Anochecer" fue la última en ser escrita y publicada, pero la primera en términos de cronología.
En Anochecer comienza la narración de las experiencias de una generación de la familia Samson, a través de Eustaquio "Istak" Samson, un agricultor que se unió a las fuerzas rebeldes. La familia campesina abandonó a regañadientes su ciudad natal original para escapar de la opresión de un sacerdote español corrupto y de la persecución de otras autoridades coloniales. Su viaje los llevó a un nuevo lugar en Rosales, Pangasinan. El novelista discute la vida y los orígenes de esta familia mientras está embellecida con el trasfondo histórico de las Filipinas a fines de la década de 1880.

## Reacciones y análisis
Anochecer es solo una parte de la Saale Rosales de Francisco Sionil José, la narrativa épica histórica compuesta por otras cuatro novelas consideradas por el poeta filipino y crítico literario Ricaredo Demetillo como "las primeras grandes novelas filipinas escritas en inglés". Específicamente, Random House describió Anochecer como una obra de ficción que es "más que" el carácter de una "novela histórica", un libro con "alcance y pasión extraordinarios" que es "significativo para la literatura filipina". Un libro tan significativo para la literatura filipina como Cien años de soledad es para la literatura latinoamericana. Frank Gibney, de The New York Times, describió la narración de historias en la saga de Rosales de José como similar a la tradición y el estilo encontrados en la Trilogía USA por el novelista estadounidense John Dos Passos.

### Footnotes
1. 1 2  Jose, F. Sionil (Francisco Sionil) 1924-present, Spirit and Literature, Manoa - Volume 18, Number 1, 2006, pp. 51-57, University of Hawai'i Press, Project MUSE, Muse.jhu.edu (undated), retrieved on April 17, 2008
2. 1 2 3  Overview (Synopsis) and Editorial Review Archivado el 8 de junio de 2011 en Wayback Machine., Barnes & Noble, Barnes&Noble.com, retrieved on: April 17, 2008
3. 1 2 3  "Dusk", About this Book Archivado el 19 de mayo de 2011 en Wayback Machine., Random House, Inc., RandomHouse.ca, retrieved on: April 17, 2008
4. 1 2 3 4  Gibney Frank, Everybody's Colony (page 1), A book review about F. Sionil Jose’s Dusk, New York: The Modern Library. 323 pp., The New York Times, NYTimes.com, August 2, 1998
5. 1 2 3 4  Gibney Frank, Everybody's Colony (page 2), A review about F. Sionil Jose’s Dusk (page 2), New York: The Modern Library. 323 pp., The New York Times, NYTimes.com, August 2, 1998
6. ↑  «Ficha de "Anochecer" en casa del libro». Consultado el 28 de noviembre de 2017.
7. 1 2 3  BEST SELLERS: August 9, 1998, And Bear in Mind (Editors' choices of other recent books of particular interest), Dusk by F. Sionil Jose (Modern Library), “A microhistorical novel in which the author, focusing on the trials of a single family, educates the reader in Philippine history and in how the people of that country see themselves,” The New York Times, NYTimes.com, August 9, 1998
8. 1 2 3  Notable Books of 1998 (page 3), Dusk by F. Sionil Jose. (Modern Library), “A microhistorical novel in which the author, focusing on the trials of a single family, educates the reader in Philippine history and in how the people of that country see themselves.”

- Datos: Q7206083